# Amas de Casa Desesperadas
Amas de Casa Desesperadas é o título da versão estadunidense feita para a população imigrante que fala espanhol, criado por Marc Cherry em 2004, originalmente publicado em 2004 pelo canal ABC, versão em HDTV da série original Desperate housewives. Foi desenvolvida pela Disney–ABC International Television e Pol-Ka Producciones.
A série se passa no bairro Manzanares, localizado em Califórnia. Fala da vida das cinco donas-de-casa que moram em um subúrbio de classe média dos Estados Unidos, a série revela o que se passa através vida interna de cada uma, ao mesmo tempo revela vários mistérios sobre seus maridos, amigos e vizinhos. A série combina elementos de drama, comédia, mistério, sátira e novela.